# Talla de fusta de les Illes Marqueses
La talla en fusta de les Illes Marqueses és una pràctica realitzada per molts dels mestres artesans locals, coneguts com a tuhuna. Els tuhuna no sols són experts en la talla de fusta, sinó també en l'art del tatuatge i en l'elaboració de pals de guerra. Els artesans de la fusta són considerats entre els més fins de la Polinèsia "francesa"; són molt sol·licitats, per la seua alta qualitat, tot i que el teixit, la cistelleria i la pintura de pareo són els més populars, sobretot entre les artesanes. Paul Gauguin destacà el sentit artístic de la decoració de les Illes Marqueses i va apreciar l'«inaudit sentit de la decoració» en les seues formes d'art creatiu.

## Història
Les figures de fusta de la prehistòria de les Illes Marqueses revelen molta informació sobre les primeres pràctiques dels pobles autòctons. La popularitat de la talla de fusta es degué per la creixent demanda a l'estranger. Això també fou conseqüència de la introducció d'eines importades per a tallar a la fi del segle xix. Com a resultat, van sorgir nous estils en la talla de fusta, com ara la decoració de tota la superfície d'un objecte amb dissenys en baix relleu que tenien semblances amb els dibuixos dels tatuatges: es feu per a satisfer la creixent demanda de records turístics a la fi del segle xix.

## Conreu de la fusta
El material fet servir per a fer objectes és el pal de rosa d'Oceania (Miro o Mi'o), nouer d'Oceania (tou), fusta de ferro (aito), cocoter (tumu ha'ari o tumu'ehi), i el pal de rosa del Pacífic (Thespesia populnea) i llorer d'Alexandria (Calophyllum inophyllum); la fusta de ferro (Casuarina equisetifolia) s'empra per a fer bastons de guerra i altres objectes. El sàndal fou retirat de les Illes Marqueses entre el 1814 i el 1817. És important per al poble autòcton fer servir fusta de les illes, per la seua qualitat i perquè segueix la tradició dels avantpassats. La fusta s'asseca durant 10 anys i després es tracta contra les plagues. Si bé alguns artesans cultiven arbres en els seus jardins per als seus objectes de fusta, també els compren a venedors que els cultiven a les valls.

## Productes
El 1961, els Anthropological Papers of the American Museum of Natural History del Museu Americà d'Història Natural explicaven que «el nombre de figures de fusta de l'època històrica recollides en les Illes Marqueses testifica la quantitat de talles de fusta per a fins monumentals». L'illa Ua Huka és en especial coneguda en la zona per les talles de fusta. Els objectes comuns inclouen representacions escultòriques de déus polinesis, personatges humans i animals, articles utilitaris com ara bols, pales o gaiatos simbòlics. En les talles de fusta de Nuku Hiva hi ha bastons de pal de rosa, bols i llances fets de les primeres èpoques, mentre que més tard es van tallar taulers i figures d'escacs. La figura tiqui, «una figura antropomorfa retratada amb enormes ulls ovalats, celles arquejades i boca oberta», és típica de les arts illenques. Encara que els tiquis són més comuns com a estàtues de pedra, també són motius familiars en la talla en fusta i en els tatuatges. S'han trobat dissenys de patrons decoratius tant per a la talla de fusta com per als tatuatges corporals, com el honu kea, mata hoata, poka'a i enata.

## Galeria d'imatges

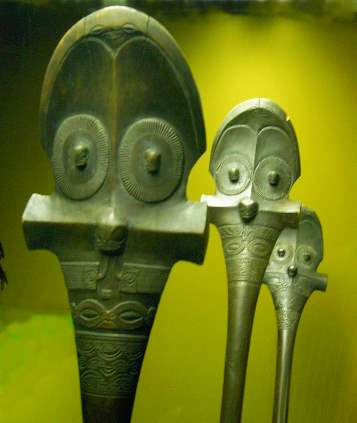
Part superior de pals de guerra.
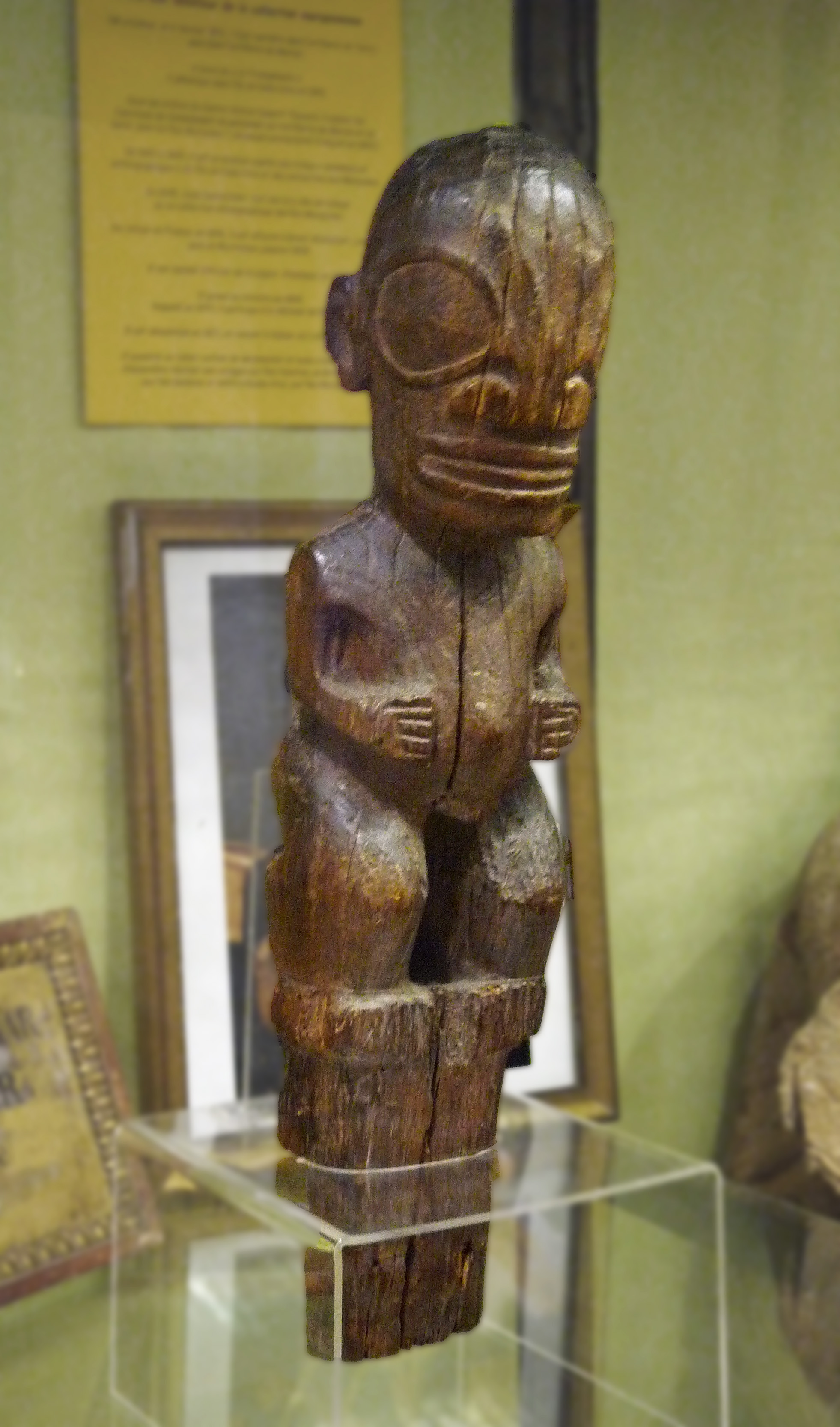
Tiqui.
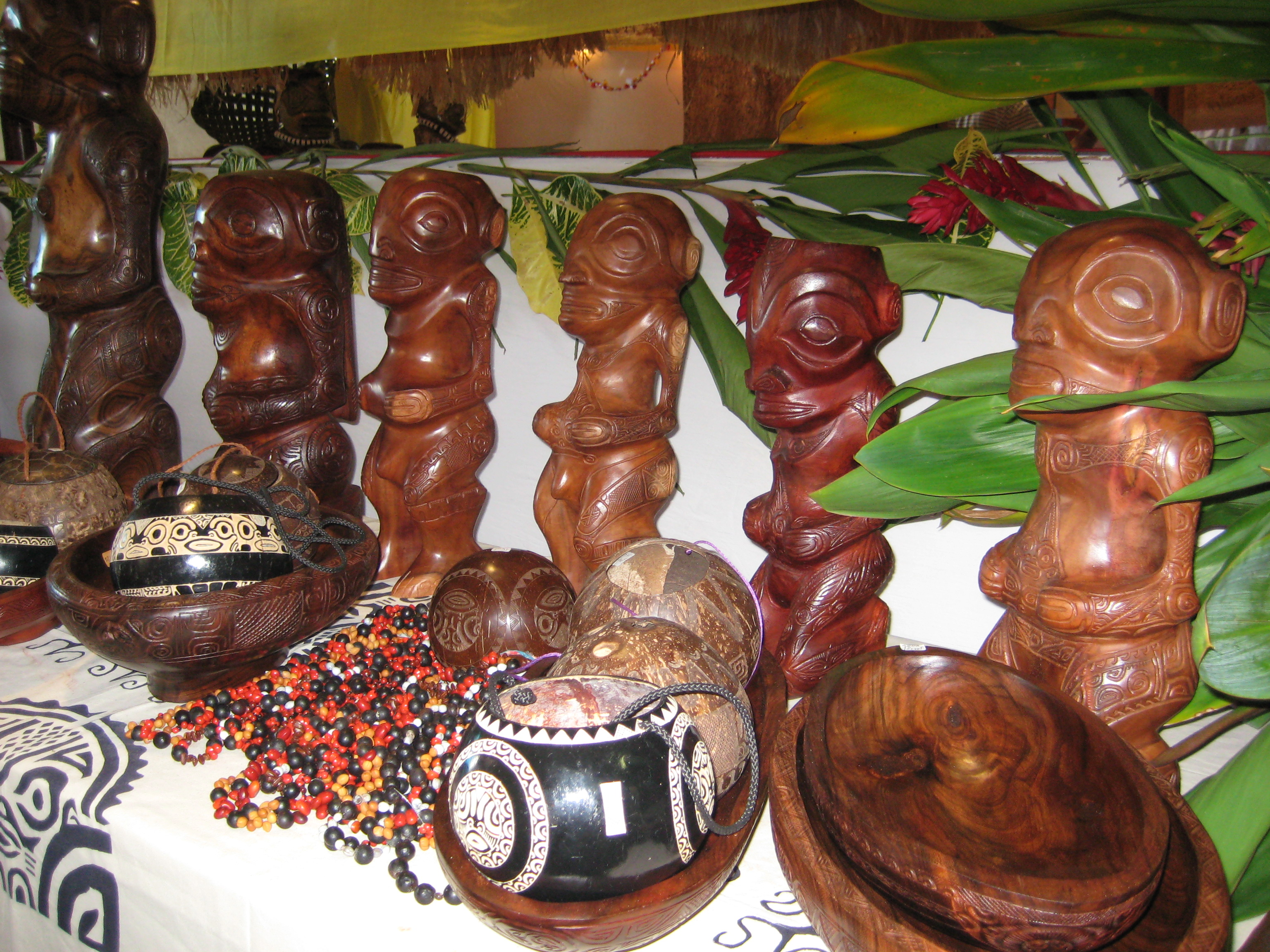
Una mostra de diferents talles de fusta.